# Fabio Coltorti

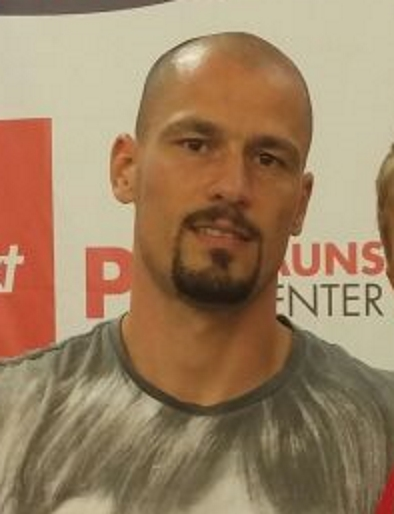
Fabio Coltorti (2009)

Fabio Coltorti (* 3. prosince 1980, Kriens, Švýcarsko) je švýcarský fotbalový brankář a bývalý reprezentant, od roku 2012 hráč klubu RB Leipzig.
Mimo Švýcarsko působil na klubové úrovni ve Španělsku a Německu.

## Klubová kariéra
- SC Kriens (mládež)
- SC Kriens 1999–2001
- FC Schaffhausen 2001–2003
- FC Thun 2003–2005
- Grasshopper Club Zürich 2005–2007[1]
- Racing de Santander 2007–2011
- FC Lausanne-Sport 2011–2012
- RB Leipzig 2012–

## Reprezentační kariéra
Fabio Coltorti debutoval v A-mužstvu Švýcarska 1. 3. 2006 v přátelském zápase v Glasgowě proti reprezentaci Skotska (výhra 3:1). Celkem odehrál v letech 2006–2007 za švýcarský národní tým 8 utkání, vesměs přátelských. Zúčastnil se MS 2006 v Německu, kde byl náhradním brankářem.